# 布里奇沃特 (愛荷華州)
布里奇沃特（英語：Bridgewater）是一個位於美國愛荷華州亞代爾縣的城市。

## 地理
布里奇沃特的座標為41°14′44″N 94°40′06″W / 41.24556°N 94.66833°W，而該地的平均海拔高度為372米（即1220英尺）。

## 人口
根據2010年美國人口普查的數據，布里奇沃特的面積為0.75平方千米，均為陸地。當地共有人口182人，而人口密度為每平方千米242人。